# Oligoclada pachystigma
Oligoclada pachystigma är en trollsländeart som beskrevs av Karsch 1890. Oligoclada pachystigma ingår i släktet Oligoclada och familjen segeltrollsländor. Inga underarter finns listade i Catalogue of Life.